# Rickard Dahl
Rickard Dahl (Suecia, 5 de agosto de 1933-8 de agosto de 2007) fue un atleta sueco especializado en la prueba de salto de altura, en la que consiguió ser campeón europeo en 1958.

## Carrera deportiva
En el Campeonato Europeo de Atletismo de 1958 ganó la medalla de oro en el salto de altura, con un salto por encima de 2.12 metros que fue récord de los campeonatos, superando al checoslovaco Jiří Lanský (plata con 2.10 metros) y a su paisano sueco Stig Pettersson (bronce también con 2.10 metros pero en más intentos).